# Liberi liberi
Liberi liberi è il nono album in studio del cantautore italiano Vasco Rossi, pubblicato nel 1989 dalla EMI Italiana.

## Descrizione
Si tratta dell'unico album nella carriera del cantante a non avere il contributo di Guido Elmi, il suo storico produttore, e senza la Steve Rogers Band al completo (presenti solo Maurizio Solieri e Claudio Golinelli in un brano), la quale si è separata dal cantante in cerca di un'affermazione come gruppo indipendente prodotta proprio da Elmi.

## Tracce
Testi e musiche di Vasco Rossi, eccetto dove indicato.
1. Domenica lunatica – 3:53
2. Ormai è tardi – 3:25 (Vasco Rossi, Tullio Ferro)
3. ...Muoviti! – 5:04
4. Vivere senza te – 4:47 (Vasco Rossi, Tullio Ferro, Rudy Trevisi, Daniela Grifoni)
5. Tango... (della gelosia) – 3:07
6. Liberi...liberi – 6:14 (Vasco Rossi, Tullio Ferro)
7. Dillo alla Luna – 4:54
8. "Stasera!" – 5:00 (Vasco Rossi, Maurizio Solieri)

## Formazione
- Vasco Rossi – voce, cori e chitarra (traccia 5)
- Tullio Ferro – chitarra acustica, cori
- Paolo Gianolio – chitarra acustica, basso
- Rudy Trevisi – tastiera, tamburo, batteria elettronica, sassofono, percussioni
- Antonella Pepe, Simona Pirone, Antonio Biolcati, Daniela Grifoni – cori
- Mauro Palermo – chitarra (traccia 1)
- Ignazio Orlando – basso (traccia 1)
- Davide Romani – basso (tracce 3 e 4)
- Maurizio Solieri – chitarra (tracce 6 e 8)
- Claudio Golinelli – basso (traccia 8)
- Lele Melotti – batteria (traccia 8)

## Classifiche

### Classifiche settimanali
| Classifiche (1989) | Posizione massima |
| ------------------ | ----------------- |
| Europa             | 38                |
| Italia             | 1                 |
| Svizzera           | 9                 |

### Classifiche di fine anno
| Classifica (1989) | Posizione |
| ----------------- | --------- |
| Europa            | 93        |
| Italia            | 2         |